# Paraleptophlebia westoni
Paraleptophlebia westoni is een haft uit de familie Leptophlebiidae. De wetenschappelijke naam van de soort is voor het eerst geldig gepubliceerd in 1937 door Imanishi.
De soort komt voor in het Palearctisch gebied.